# Acacia lacertensis
Acacia lacertensis är en ärtväxtart som beskrevs av Leslie Pedley. Acacia lacertensis ingår i släktet akacior, och familjen ärtväxter. Inga underarter finns listade i Catalogue of Life.